# Sumatrillo antrobius
Sumatrillo antrobius är en kräftdjursart som beskrevs av Johann Moritz David Herold 1931. Sumatrillo antrobius ingår i släktet Sumatrillo och familjen Armadillidae. Inga underarter finns listade i Catalogue of Life.